# 名代富士そば
名代富士そば（なだいふじそば）は、ダイタングループが運営する立ち食いそば・うどんチェーン店の名称である。通称「富士そば」。

## 沿革
高度経済成長期、不動産業を手掛けていた丹道夫がサイドビジネスとして開始した立ち食いそば屋が原型とされている。丹が役員を務めていた不動産会社は成長の最中にあったものの、時代が変わればに経営が傾くリスクがあると判断した丹は「日々の売上こそ少なくても、確実に日銭が入る」として飲食業への進出を他の役員らに提案した。その店名を落語の演目にちなんで「そば清」とし、渋谷に1号店を開業した後、西荻窪、新宿、池袋などに出店した。
その後、丹はもう1人の役員と共に不動産会社から共同で独立し、そば清と会員制クラブの経営を引き継いだ。しかし、クラブをめぐる経営方針の違いから、1971年には共同で独立した役員と袂を分かつことになった。丹は複数の飲食店を引き継ぎ、加えて建売住宅の販売に進出するなどとしたが事業は失敗し、複数の事業を手放すことになった。丹はその時点で残っていた立ち食いそば店に絞って事業の立て直しを図り、1972年に「名代富士そば」を創業した。
2015年12月、丹道夫の長男・丹有樹が社長に就任した。元々2010年頃から「80歳になったら社長を譲る」と宣言していたという。

## 店舗の特徴など

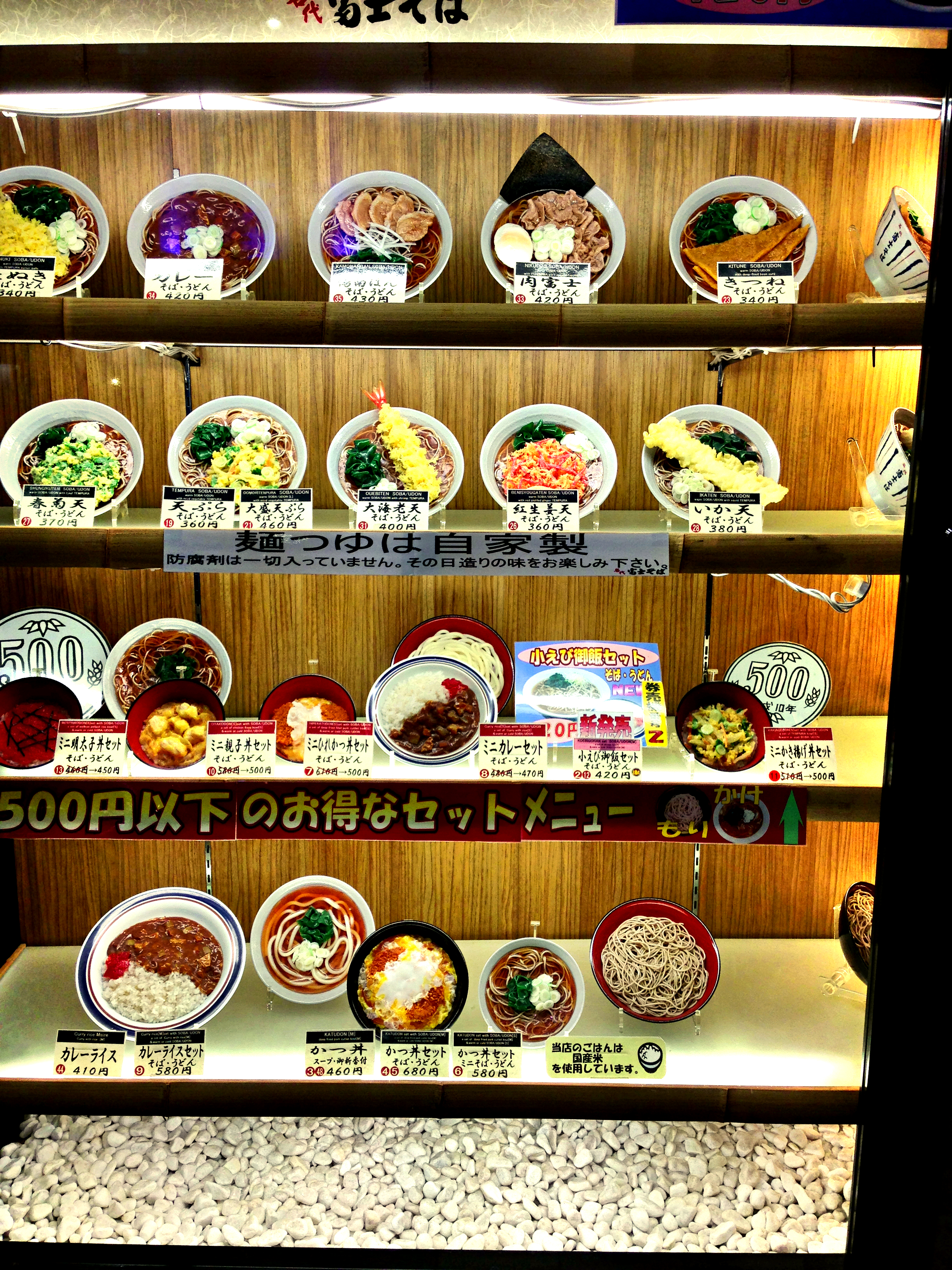
東京・秋葉原の食品サンプル

### 店舗数
出店ペースは年数店舗程度で、2013年7月に日本国内で100店舗となった。
2013年から日本国外で出店を始めて10月にインドネシア・ジャカルタに1号店（2014年7月閉店）、2014年に台湾にそれぞれ出店し、フィリピンでもフランチャイズを展開している。ちなみに海外店舗については、メニュー等について現地向けのカスタマイズが行われており、例えばフィリピンでは日本国内とは違うめんつゆ（かえし）を使用している。

### 客層
サラリーマンや中高年層が主流で、酒類を品書きに加えて好評を得ている。大半の店舗が24時間営業であるため客層は多種多様である。2000年代以降は椅子を設置したことが好影響して女性や家族の利用も増加し、2010年代はアジア諸国から訪日した観光客の利用も増加している。

### 立地と外装
多くの店舗が東京都区内の駅近くに位置して「駅そば」の一種としても扱える。唯一駅構内に位置した東武東上線大山駅の店舗は2016年1月末に閉店した。
基本的にはビジネス街の駅付近で人通りが多く、立ち入りやすい建物の1階に出店している。
看板を掲げているが、派手な電飾はない。

### 内装
立ち食いそば店に分類・認識されているが、2000年頃から順次店内を改装し、2011年（平成23年）時点で狭い3店舗を除く全店舗が椅子席を備えている。
2002年（平成14年）以降に新規開店や改装した店舗は、内装に石を利用した壁や小さな泉や竹を使った箱庭などを配置した日本庭園風情の装飾も見られる。

### メニュー
業界の先駆けとして1987年（昭和62年）に、蕎麦を「生そば」に変更し、小麦粉とそば粉の比率を「6:4」として興和物産と紀州屋製麺の2社から仕入れて品質や価格の維持に努めている。ダシは各店で仕込み、タレは2009年に40年ぶりで仕入れ先を変更した。
一部の店舗は2016年から押し出し式製麺機による店内製麺を導入しているが、「一度に茹でられる蕎麦の量が減る」ことから全店舗で使用する予定はない。「揚げたてのカツでないとカツカレーは賞味が低下するが、揚げ時間の増大は回避したい」「カツ丼は作り置きのカツでもタレで煮込むと美味しくなる」ため、カツ丼を提供しつつもカツカレーは提供していない。カレーライスの上にカツ丼用のカツ(タレで煮込んで玉子とじになったカツ)を乗せた「カレーカツ丼」は一部の店舗で提供している。
これらのこだわりが店舗毎に特徴となるため、「店舗ごとに味が違う」「バラつきが大きい」など顧客意見の対応は店舗の裁量に任せている。
商品開発部は置かず、新商品は各店舗店長の裁量に任せて当該店舗で試験販売し、販売数が多い場合にチェーン全体の定番や限定商品として採用することもある。
2015年7月から「ちょい呑み」応需を企図し、一部店舗で15時から翌朝5時までの時間を「富士酒場」として、通常の麺類メニューに加えてビール・ハイボール・おつまみ類を提供している。枝豆や卵焼きなどのほかに天ぬきなどそば屋に由来する商品もあるが、「富士酒場」対応店でも店舗により差がある。

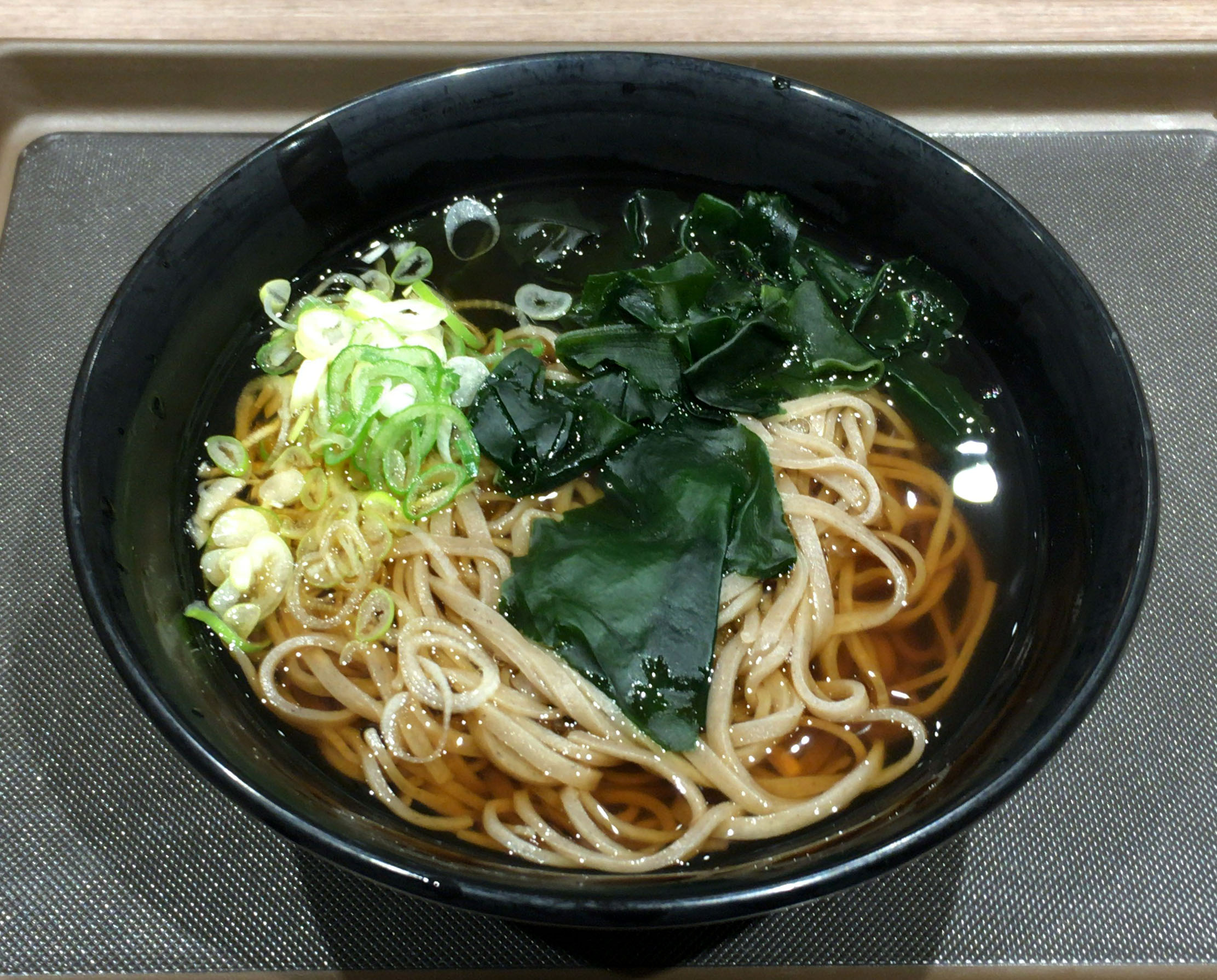
かけそば
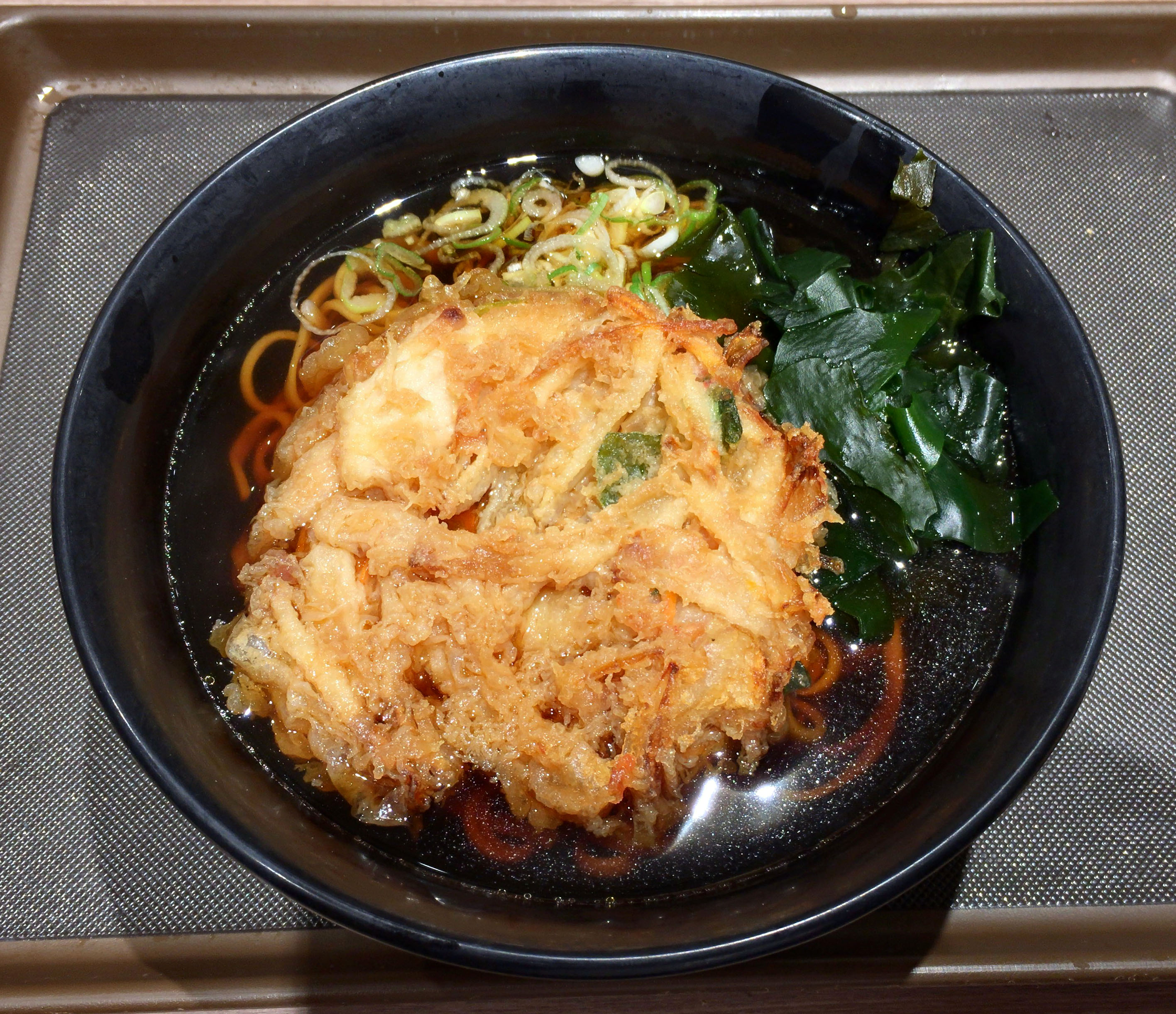
天ぷらそば
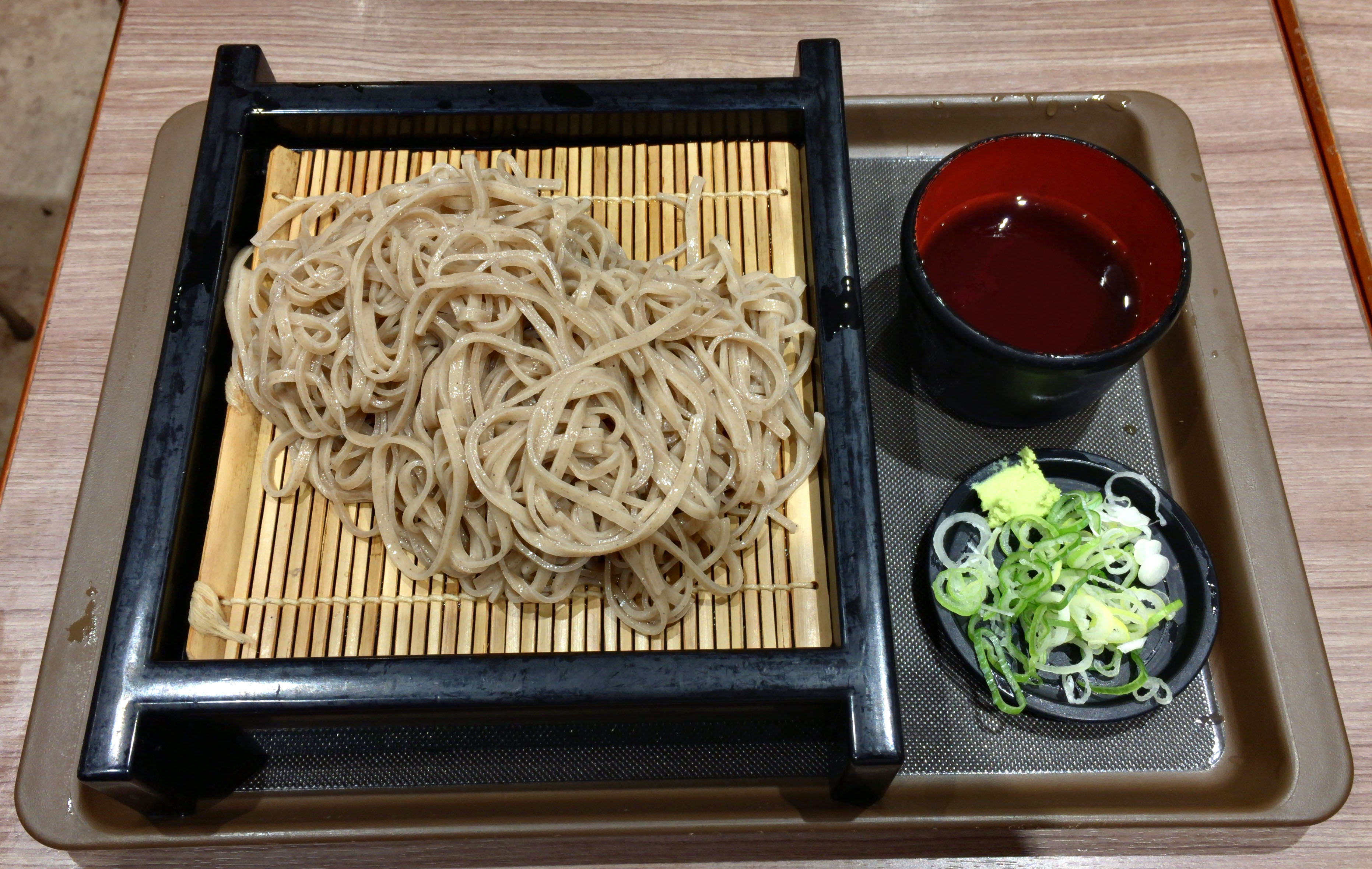
もりそば
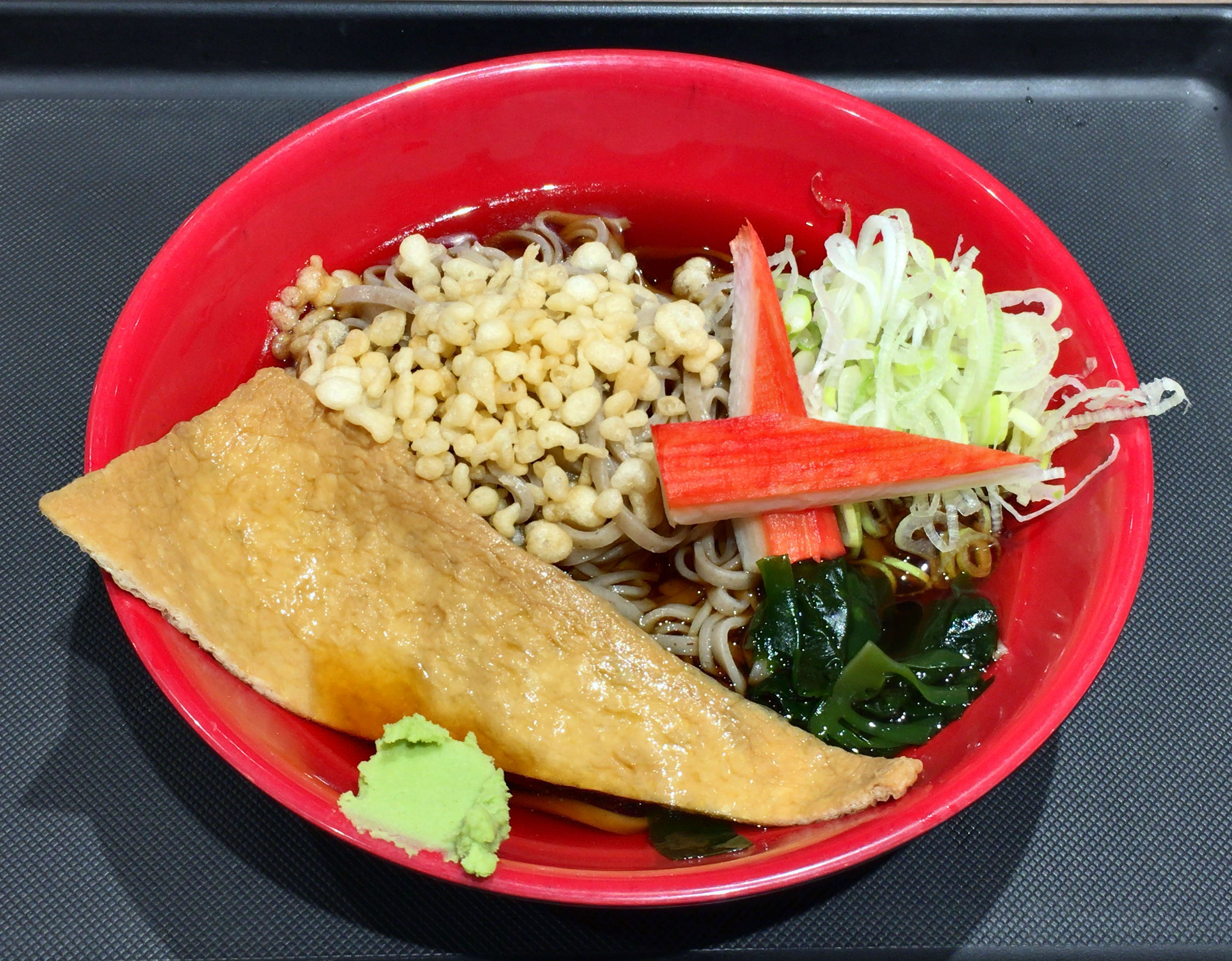
冷やしそば
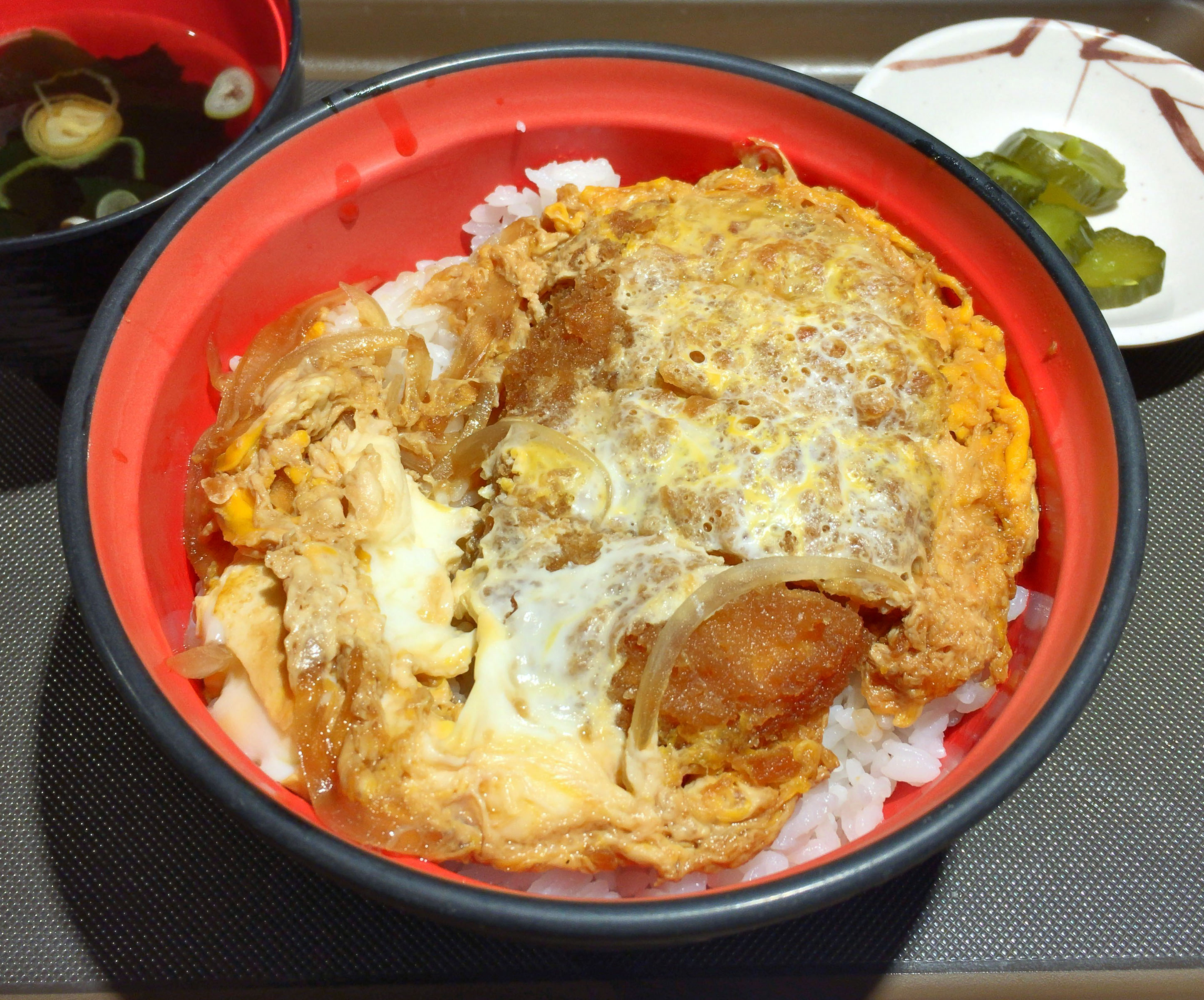
カツ丼
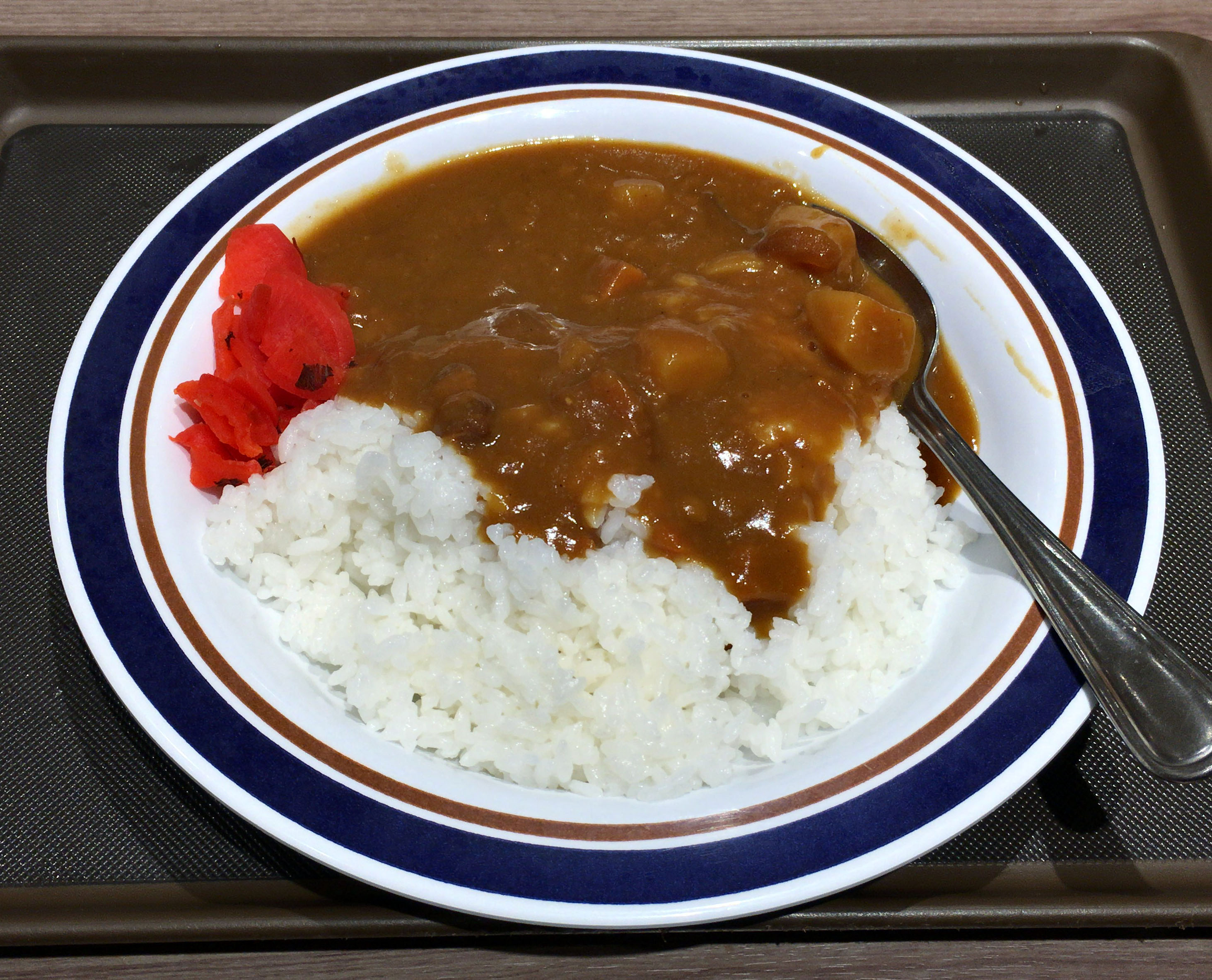
富士そば カレーライス

### 広報活動
公式ウェブサイトの他に、TwitterとFacebookを開設している。

### 演歌と丹道夫
富士そば全店のBGMは、創業者の丹道夫が若年に苦労のなかで「演歌を聴いて勇気付けられ、癒された」経験から、演歌だけを採用している。店舗や状況によりJ-POPも散見される。

### 新業態
2012年10月に新業態として「つけ蕎麦 たったん」を渋谷の並木橋交差点そばに新規開店した。韃靼蕎麦を強調した新業態で、提供商品をつけ蕎麦に絞り既存の富士そばと差別化を図ったが、2015年11月に閉店した。
2015年10月に「炭火焼鳥うちは」を渋谷の道玄坂に新規開店している。

## ダイタングループ
- ダイタンホールディングス株式会社（グループ統括会社）
- ダイタンフード株式会社
- ダイタン企画株式会社
- ダイタン食品株式会社
- 池袋ダイタンフード株式会社
- ダイタンイート株式会社
- ダイタンミール株式会社
- ダイタンキッチン株式会社
- ダイタンマルシェ株式会社
- ダイタンディッシュ株式会社

上記のように、分社制度が取られている。これらは地域や事業内容による担当分けがあるのではなく、ダイタンホールディングスを除いて全て同一の事業内容（名代富士そばの店舗運営）を行っている。グループ各社は独立採算制で、同じ駅前で近接した店舗でも経営母体は異なる事例も多い。これは丹による、分社化によって競争意識を発生させるというポリシーに基づくものである。
従来これらのグループ企業は個別にオフィスを構えていたが、2015年にホールディングス社がオフィスを東京の代々木へ移転した際、グループ企業もオフィスを集約した。
2020年、荻窪を本拠とする老舗ラーメン店「春木屋」の経営権をダイタンフードが取得した。もともと春木屋の2代目店主が高齢になっており、事業継承の話が同社に持ち込まれたという。富士そば系列入り後は、フードコートへの出店・通販への進出など、従来とは異なる展開も行っており、2022年12月には「第12回お取り寄せラーメンオブ・ザ・イヤー」でラーメン大賞を受賞した。